# Gregory Alan Isakov
Gregory Alan Isakov és un cantautor de música indie-rock i folk nascut a Johannesburg, Sud-àfrica. El seu últim àlbum Evening Machines va ser nominat a un premi Grammy per millor àlbum de folk.

## Biografia
Malgrat néixer a Johannesburg, va immigrar als Estats Units de nen i va ser criat a Filadèlfia, Pennsilvània. Allà, va començar a tocar amb una banda a l'edat de 16 i més tard es va mudar a Colorado. La seva música uneix el gènere indie i el folk, presentant instruments com la guitarra i la mandolina. Algunes de les seves cançons més populars inclouen "San Luis", "Big Black Car" i "Amsterdam".
Ha estat influenciat per la música de Leonard Cohen, Kelly Joe Phelps i Bruce Springsteen. A més de la música, inverteix dedicació a vendre i cuidar els seus propis cultius que tenen lloc en la seva granja.
L'any 2016, va llançar un àlbum amb La Simfonia de Colorado en el qual reprenia cançons del seu treball previ. Més tard va gravar el seu àlbum Evening Machines des de casa, fet que el va dur a la nominació a un Grammy.
L'artista, en conjunt amb els músics que l'acompanyen, ha actuat a través dels Estats Units i d'Europa.

## Discografia
Àlbums
| Data de llançament | Títol                                          |
| ------------------ | ---------------------------------------------- |
| 2003               | Rust Colored Stones                            |
| 2005               | Songs for October                              |
| 2007               | That Sea, The Gambler                          |
| 2009               | This Empty Northern Hemisphere                 |
| 2013               | The Weatherman                                 |
| 2016               | Gregory Alan Isakov with the Colorado Symphony |
| 2018               | Evening Machines                               |

## Aparicions en els mitjans
La seva música ha aparegut en contingut audiovisual en nombroses ocasions.
La cançó "Second Chances" de l'àlbum The Weatherman sona a les sèries Forever i Rectify, així com a la pel·lícula de 2014 Veronica Mars.
D'altra banda, la seva cançó "If I Go, I'm Going" de l'àlbum This Empty Northern Hemisphere (2009) sona al final del quart episodi de la quarta temporada de la sèrie Californication i al final de l'últim episodi de la sèrie The Haunting of Hill House.
La cançó "San Luis" de l'àlbum Evening Machines (2018) sona en el quart episodi de la segona temporada de la sèrie Virgin River.